# Jolanda Saling
Jolanda Saling (16 januari 1980) is een Surinaams voetbalster.

## Carrière
Jolanda Saling speelde in de Surinaamse damescompetitie. Rond de jaren 2004/2007 speelde ze voor Witsanti. In 2012 speelde ze voor Dosko, die in dat seizoen alle prijzen wist te winnen.
Daarnaast speelde ze in het Surinaamse dameselftal, zoals in 2002 tijdens de Women Gold Cup en in 2006 tijdens de Women's Caribbean Cup. Tijdens het internationale damestoernooi in Willemstad maakte ze het winnende doelpunt tegen de Nederlandse Antillen.
In 2010 speelde ze in kwalificatiewedstrijden van de CONCACAF voor het WK-vrouwen van 2011 en in 2011 in kwalificatiewedstrijden voor het voetbal op de Olympische Zomerspelen tegen Haïti, Aruba en Cuba.